# SUMMER NUDE
《SUMMER NUDE》(한국어: 썸머 누드)은 후지 TV에서 2013년 7월 8일부터 9월 16일까지 방송된 일본의 텔레비전 드라마이다. 주연은 야마시타 토모히사. 1995년에 일본의 마고코로 브라더스가 발표한 곡 〈썸머 누드〉를 모티브로 해 제작되어, 잊을 수 없는 과거의 연인을 가슴에 품은 젊은이들의 여름 사랑을 그리는 연애 드라마이다. 주제가도 주연을 맡은 야마시타 토모히사가 원곡을 새롭게 리메이크한 버전이다.
야마시타는 2010년 《코드 블루 - 닥터 헬기 긴급 구명 2nd season》이후, 약 3년만의 게츠쿠 주연이다.

## 줄거리
해변 마을 사진관에서 일하는 아사히(야마시타 토모히사 분)는 결혼을 앞둔 나츠키(카리나 분)의 웨딩 촬영을 담당하고 있었다. 그러나 결혼식 도중에 신랑 후루야마 코타가 도망가 버려, 신부의 나츠키는 충격을 받아 한 시기 집에 틀혀박혀 은둔형 생활을 한다.
아침 해가 뜬 결혼식에서 촬영한 사진을 찾으러 온 나츠키는 기간 한정으로 바다의 집 "아오야마"의 점장으로 일해달라는 아사히의 의뢰를 받는다. 나츠키는 마지 못해 허락하고 일을 하게 된다. 과거에 나츠키와 비슷한 경험이 있는 아사히는 나츠키의 마음을 이해해 피로연에서 나올 예정이였던 결혼식 프로필 비디오를 나츠키의 응원 영상으로 재편집하여 그녀에게 건네 준다.
한편, 10년째 아사히를 짝사랑하고 있지만 전혀 자신의 마음을 표현하지 못한 타니야마 하나에(토다 에리카 분). 아사히는 3년 전 갑자기 사라진 연인 카스미(나가사와 마사미 분)을 계속 계속 기다리고 있었다.

## 등장 인물

### 주요 인물
- 미쿠리야 아사히 (28) : 야마시타 토모히사

"코미나미 사진관"에서 일하는 사진 작가. 잘 돌보아주는 상냥한 성격이지만 고집이 강하다. 3년 전에 해변 마을에서 갑자기 사라진 연인 카스미가 돌아 오는 날을 손꼽아 기다리고 있으며, 그녀가 실종되기 전에 함께 보기로 한 약속을 했던 비디오 "48시간 PART2~돌아온 두 사람~"의 연체료를 계속 지불하고 있다. 바다의 집을 처리하고 있던 세츠코의 임신과도 겹쳐 예년에 개점했던 바다의 집이 사라지게 하면 카스미가 돌아왔을 때 외로울 것 같은 마음에 들어, 결혼식 회장에서 만난 나츠키에 점장을 맡아달라고 제의한다.
- 치요하라 나츠키 (29) : 카리나

도쿄 북부 이탈리아 요리점 "롯소네로"의 점장. 아주 프라이드가 높고 타인에게 빚을 지지않은 타입이다. 결혼식 당일 신랑의 코타에게 차여 결혼 생활과 요리사의 직업을 동시에 잃어 버린다. 실직 후 친정있는 해변 마을에 귀향한다.
- 타니야마 하나에 (25) : 토다 에리카

타니야마 주조 임원. 아버지가 경영하는 회사의 명목상의 임원이며, 매일 자유롭게 생활하고 있다. 마이 페이스인 성격. 10년간 아사히의 짝사랑을 하고 있다.
- 야이노 타카시 (28) : 카츠지 료

아사히의 친구. 친가에서 생활하고 있다. 쾌활한 낙천적인 성격. 아사히가 촬영 한 나츠키의 결혼식 VTR을 보고 쾌활하게 웃고 있는 그녀의 모습에 반한다. 나츠키에게 교제를 강요하지만 상대되지 않는다.
- 키리하타 히카루 (25) : 쿠보타 마사타카

'바다의 집'의 단골 손님으로, 하나에와는 소꿉 친구. 생선 가게의 아들이다. 평소에는 비디오 대여점 "파밀리아"에서 아르바이트를 하고 있다. 조용하고 감정을 드러내지 않는 문학 소년.
- 이치쿠라 카스미 (26) : 나가사와 마사미 (우정 출연)

타니야마 주조 "미사키 바닷바람 맥주" 광고 모델이다. 아사히의 전 여자친구. 아사히에게 뚜렷한 이유도 없이 하루 아침에 갑자기 사라져 버린다. 아름답고 순수한 이미지로 아사히에게는 이상형의 여성이였다.

### 카페 & 바 미나토 사람들
- 하시마 세츠코 (38) : 이타야 유카

바다의 집 "아오야마" 점장. 켄지의 아내. 장인과 같은 기질으로 후련한 성격을 하고 있어, 분위기가 친밀도와 비슷하다. 올 여름 출산이 겹쳐 바다의 집 운영이 어려워진다.
- 하시마 켄지 (45) : 타카하시 카츠노리

세츠코의 남편. 누구로부터도 사랑받는 느긋한 인상으로 세츠코는 고개를 들지 않는다.

### 코미나미 사진관 사람들
- 코미나미 분요 (57) : 사이키 시게루

"코미나미 사진관" 관장. 사진사로 뛰어한 실력을 가지고 있으며, 아사히의 눈여겨 보고 있다.
- 이치노세 마미 (18) : 나카죠 아야미

아르바이트생. 성격이 좋은 일꾼으로 아사히를 동경하고 있다.

### 그 외
- 타니야마 하야오 (16) : 사토 쇼리

하나에의 동생. 고등학교에서는 축구부에 소속해 있다.
- 호리키리 아오이 (21) : 야마모토 미즈키

해외 유학생의 신인 모델. 소악마적인 미인이다. 첫 대면시에 아사히를 작업남으로 착각해 바보 취급을 한다. 자유 분방 한 성격이지만, 짝사랑 상대 인 히라쿠에 헌신적으로 생각하고 있다.
- 타니야마 이즈미 : 와타나베 아키라

하나에, 하야오의 아버지. 타니야마 주조 사장이다. 마을 제일의 개코(술을 못함). 매년 거르지 않고 25년, 마사키 해수욕장 불꽃놀이의 날에 가족 사진을 찍고 있다.
- 타니야마 아사코 : 이즈미 치에

하나에, 하야오의 어머니. 이즈미의 아내이다.
- 키리하타 쇼 : 스가타 슌

히카루의 아버지. 키리하타 생선 가게 주인이다.
- 카네다카 무츠오 : 킨토키 무스코

카네타카 청과점 점주.
- 요네다 하루오 (25) : 치바 유다이

- 이시카키 요코 (20) : 하시모토 나나미

위의 2사람은 여름 축제 실행 위원회 직원이다. "코미나미 사진관" 고품질 증명 사진의 견본에 얼굴 사진이 사용되고 있다. 서로 사랑하는 커플으로 자주 바다에서 데이트를 하고 있다.
- 이시카 키요시 : 오카모토 쇼

키요코의 오빠. FM 케이프 라디오 DJ. 애칭은 리키.

## 제작진
- 프로듀서 : 무라세 켄
- 연출 : 이시이 유스케, 미야기 쇼우고, 카나이 고
- 각본 : 카네코 시게키
- 선곡 : 타니구치 히로키
- 음향 효과 : 혼고 슌스케
- 푸드 코디네이터 : 스미카와 케이코
- 이탈리아 요리지도 : 히라카타 키요히토
- CG·타이틀 백 : 코바야시 카즈히로
- 음악 : 이와사키 타이세이, 타카미 유
- 주제가 : 야마시타 토모히사 〈SUMMER NUDE'13〉 (워너 뮤직 재팬)
- 제작 : 후지 TV 드라마 제작 센터

## 방송일·부제·시청률
| 각 화                                     | 방송일   | 부제(원어)                                            | 부제(풀이)                                                                  | 시청률 |
| ----------------------------------------- | -------- | ----------------------------------------------------- | --------------------------------------------------------------------------- | ------ |
| 제1화                                     | 7월 8일  | 走り出す恋!夏の大三角関係ラブストーリー始まる         | 달리기 시작 사랑! 여름의 대 삼각 관계 러브 스토리 시작                      | 17.4%  |
| 제2화                                     | 7월 15일 | 海の日15分拡大SP・片想いの連鎖…どしゃ降り雨とうれし涙 | 바다의 날 15분 확대 SP·짝사랑의 연쇄 ... 억수같이 쏟아지는 비와 기쁨의 눈물 | 12.8%  |
| 제3화                                     | 7월 22일 | 明かされた秘密!それでも君を愛してる                   | 밝혀진 비밀! 그래도 널 사랑해                                               | 10.8%  |
| 제4화                                     | 7월 29일 | 好きになってるじゃん、私                              | 좋아지고 있잖아, 내가                                                       | 13.4%  |
| 제5화                                     | 8월 5일  | 友情と恋…あなたはどちらを選びますか？                 | 우정과 사랑 ... 당신은 어느 쪽을 선택합니까?                                | 11.7%  |
| 제6화                                     | 8월 12일 | さよなら大好きな人…運命の再会と十年愛の結末           | 안녕 정말 좋아하는 사람 ... 운명의 재회와 10년 사랑의 결말                  | 12.0%  |
| 제7화                                     | 8월 19일 | 離れている方が心の距離は近くなる？                    | 떨어져있는 것이 마음의 거리는 가까워진다?                                   | 11.1%  |
| 제8화                                     | 8월 26일 | 好きになってるじゃん、俺                              | 좋아하고 있잖아, 나                                                         | 11.7%  |
| 제9화                                     | 9월 2일  | 10分でも会いたい                                      | 10분이라도 만나고 싶다                                                      | 12.6%  |
| 제10화                                    | 9월 9일  | 抱きしめられて                                        | 꼭 껴안을 수있어                                                            | 12.4%  |
| 최종화                                    | 9월 16일 | 裸になれた夏…ずっとそばにいるから                     | 알몸이 될 수 있었던 여름 ... 계속 곁에 있으니까                             | 11.9%  |
| 평균 시청률: 12.7%                        |          |                                                       |                                                                             |        |
| (시청률은 간토 지방·비디오 리서치사 조사) |          |                                                       |                                                                             |        |

## 그 외
- 제1회가 방송된 7월 8일에는 이전 19:00 - 20:54에 주연의 야마시타 토모히사가 진행을 맡고 있는 《제너레이션 천국》의 2시간 스페셜이 방송된 본작의 일부 출연자가 드라마의 선전을 겸해 출연했다.